# Jardín Alpino Paradisia

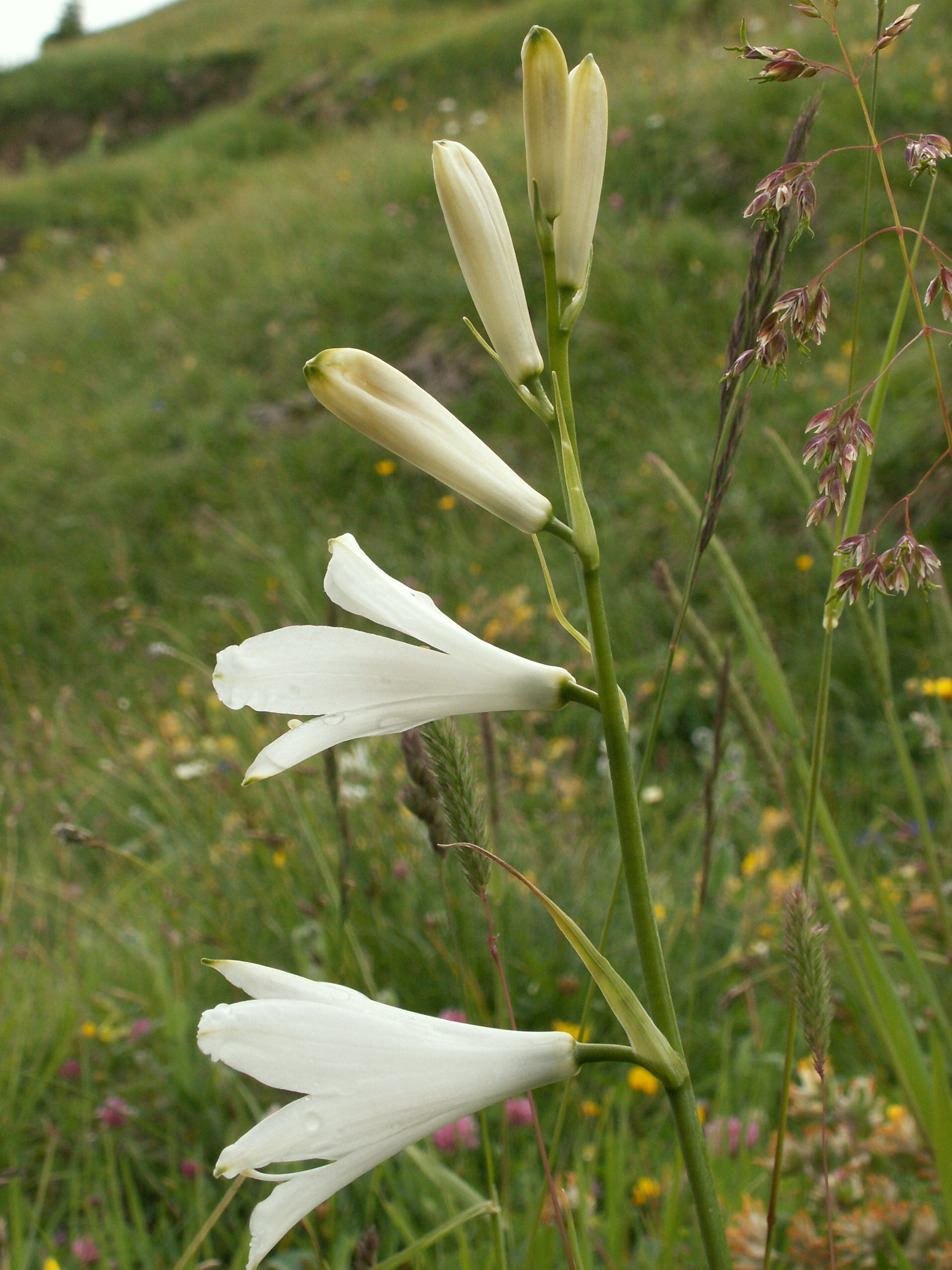
Paradisea liliastrum.

El Jardín Alpino Paradisia (en francés: Jardin botanique alpin Paradisia, en  italiano: Giardino Alpino Paradisia), es un jardín botánico alpino de unos 7000 m² de extensión en el Valle de Aosta, Italia.

## Localización
El jardín alpino situado a 1700 m s. n. m. en el Parque nacional del Gran Paraíso en Valnontey, Cogne, en el Valle de Aosta, Italia.45°36′28.62″N 7°21′20.16″E / 45.6079500, 7.3556000
Abre al público en los meses cálidos del año.

## Historia
Fue fundado en el año 1955, y nombrado por Paradisea liliastrum (Lirio de San Bruno). Fundamentalmente es una reserva de Naturaleza, pero además alberga medioambientes recreados por el hombre en los que se incluyen humedales, morrenas glaciares, y escombreras Calizas.

## Colecciones
El jardín alberga actualmente unas 1,000 especies de plantas nativas de los Alpes y de los Apeninos, además de especímenes procedentes de las montañas de Europa, Asia, y América. Entre las especies se incluyen Blitum bonus-henricus, Berberis vulgaris, Eriophoron scheuchzeri, Pinguicula vulgaris, Rumex alpinus, Rosa canina, Rosa pendulina, Sedum reflexum, Sedum album, Sempervivum arachnoideum, Sempervivum tectorum, y Urtica dioica. 
Según el catálogo efectuado por Schumacker y Soldán, entre los musgos del jardín se incluyen Acaulon muticum, Barbula unguiculata, Bartramia ithyphylla, Brachythecium salebrosum, Bryoerythrophyllum recurvirostre, Bryum argenteum, Bryum lanatum, Bryum capillare, Bryum Klinggraeffii, Campylium chrysophyllum, Ceratodon piliferum, Desmatodon latifolius, Didymodon cylindricum, Encalypta vulgaris, Eucladium hians, Eurhynchium praelongum, Eurhynchium diversifolium, Fissidens bryoides, Grimmia elatior, Grimmia ovalis, Homomallium incurvatum, Hypnum revolutum, Mnium spinulosum, Orthotrichum alpestre, Orthotrichum anomalum, Orthotrichum rupestre, Pohlia cruda, Pohlia nutans, Racomitrium canescens, Schistidium apocarpum, Tortula ruralis, y Tortula subulata. 